# K240
K240 est un jeu vidéo de gestion de type city-builder  développé par Celestial Software et publié sur Amiga par Gremlin Interactive en 1994. Il fait suite à Utopia: The Creation of a Nation publié en 1991. Le jeu se déroule dans un univers de science-fiction dans lequel le joueur doit coloniser et exploiter les ressources de différents astéroïdes. Dans sa tentative de colonisation, le joueur est en compétition avec des races extraterrestres tentant elles aussi de développer leurs colonies,
Une suite, intitulée Fragile Allegiance, a été publié en 1996 sur PC.